# Banyan (Kleidungsstück)

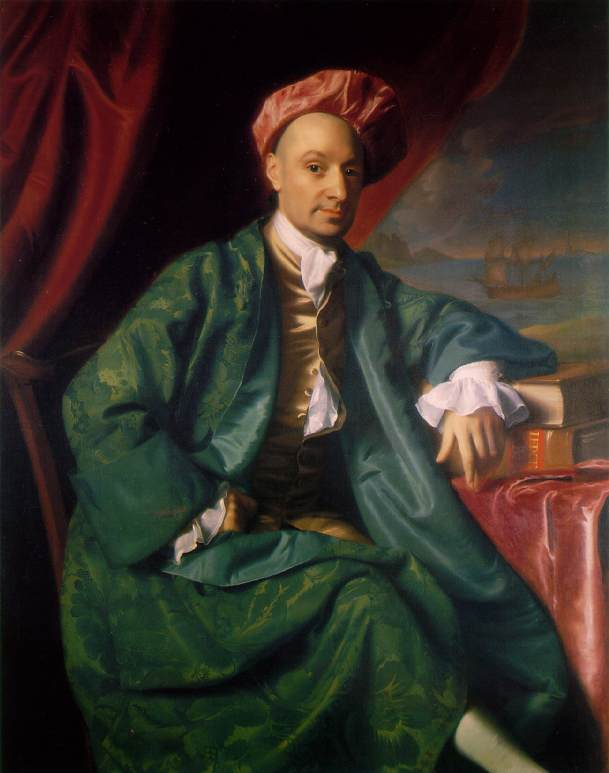
Der US-amerikanische Kaufmann und Philanthrop Ward Nicholas Boylston in einem leuchtend grünen Banyan mit Mütze, Gemälde von John Singleton Copley, 1767.

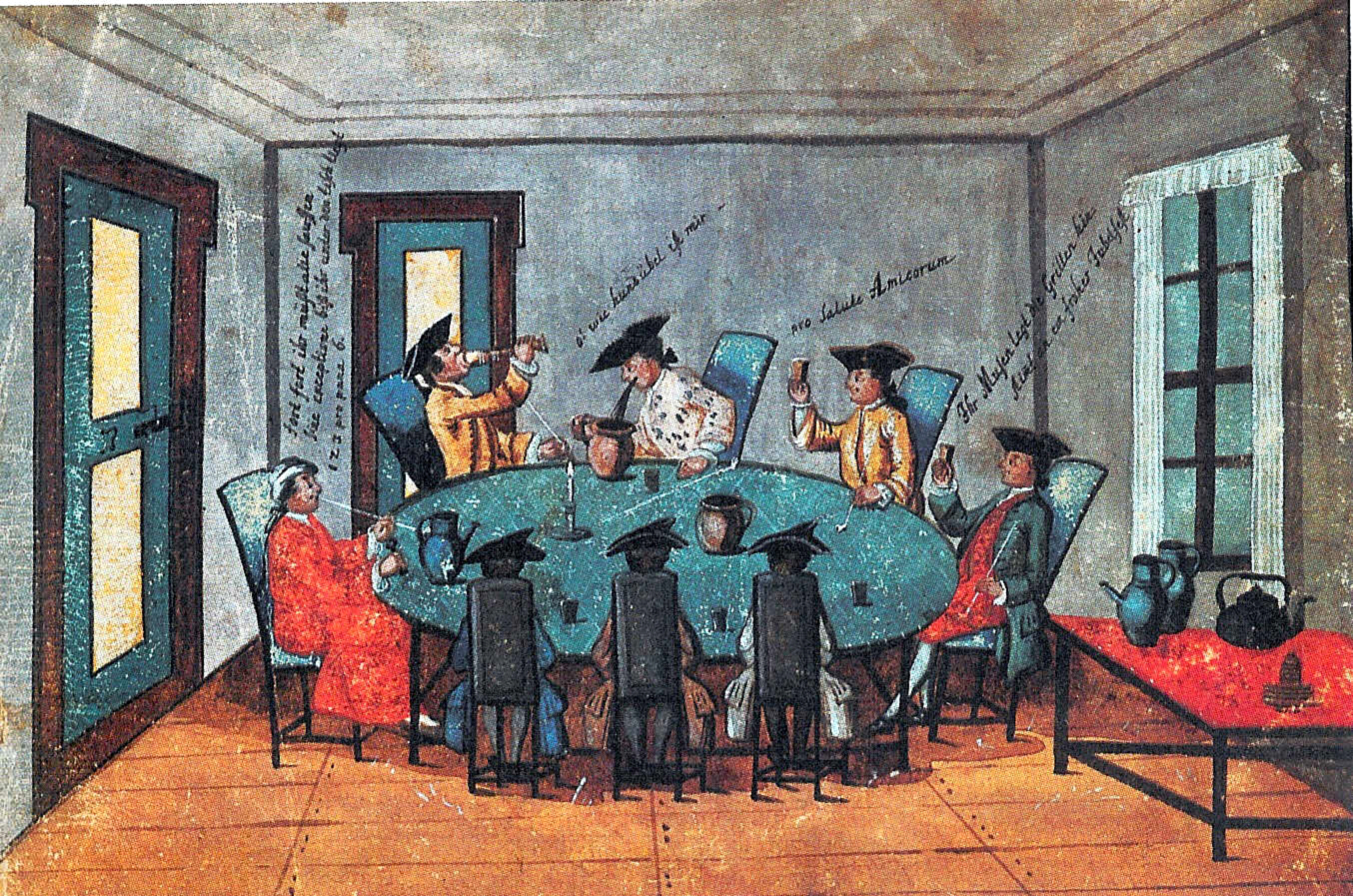
Studentisches Hospitium in Jena, Stammbuchmalerei um 1750: Der Gastgeber links trägt als Zeichen seiner Würde einen Hausmantel.

Ein Banyan (von portugiesisch banian und persisch/arabisch  بنيان, banyān, aus Gujarati વાણિયો, vāṇiyo, in der Bedeutung ‚Händler‘) ist ein Kleidungsstück, das im 18. Jahrhundert von Männern getragen wurde und einen Einfluss persischer und asiatischer Kleidungsformen zeigt. Das Wort Banyan bezieht sich auf die Stadt Banian, am persischen Golf und liegt im heutigen Iran.
Im pakistanischen und indischen Englisch wird der Begriff heute in der Bedeutung Unterhemd verwendet.
Auch als Hausmantel, Morgenmantel oder robe de chambre bezeichnet, war der Banyan ein weites, T-förmig oder kimono-artig geschnittener Mantel aus Baumwolle, Leinen oder Seide. Er wurde im Haus als eine Art informeller Mantel über Hemd und Breeches getragen. Anstelle der formellen Perücke trug man zum Banyan eine weiche, turbanartige Mütze.